# Schweizer Familie (Zeitschrift)
Die Schweizer Familie ist eine schweizerische Familienzeitschrift, die 1893 von Eduard Schäubli gegründet wurde. Sie erscheint in einer WEMF-beglaubigten Auflage von 140'623 (Vj. 148'160) verkauften bzw. 140'736 (Vj. 148'279) verbreiteten Exemplaren und hat eine Reichweite von 577'000 (Vj. 578'000) Lesern (WEMF MACH Basic 2018-II). Sie erscheint wöchentlich jeweils am Donnerstag, für Abonnenten am Mittwoch. Das redaktionelle Konzept ist auf die Bedürfnisse von Familien ausgerichtet. 97 Prozent der Leser sind Abonnenten.
Der Verlag der Zeitschrift ist die Tamedia AG, Chefredaktor ist Peter Jost, zuständiger Verleger Pietro Supino.
Die Schweizer Familie unterhält in der Schweiz über 500 Picknickplätze, an denen eine gemauerte Feuerstelle und Brennholz zur Verfügung stehen.

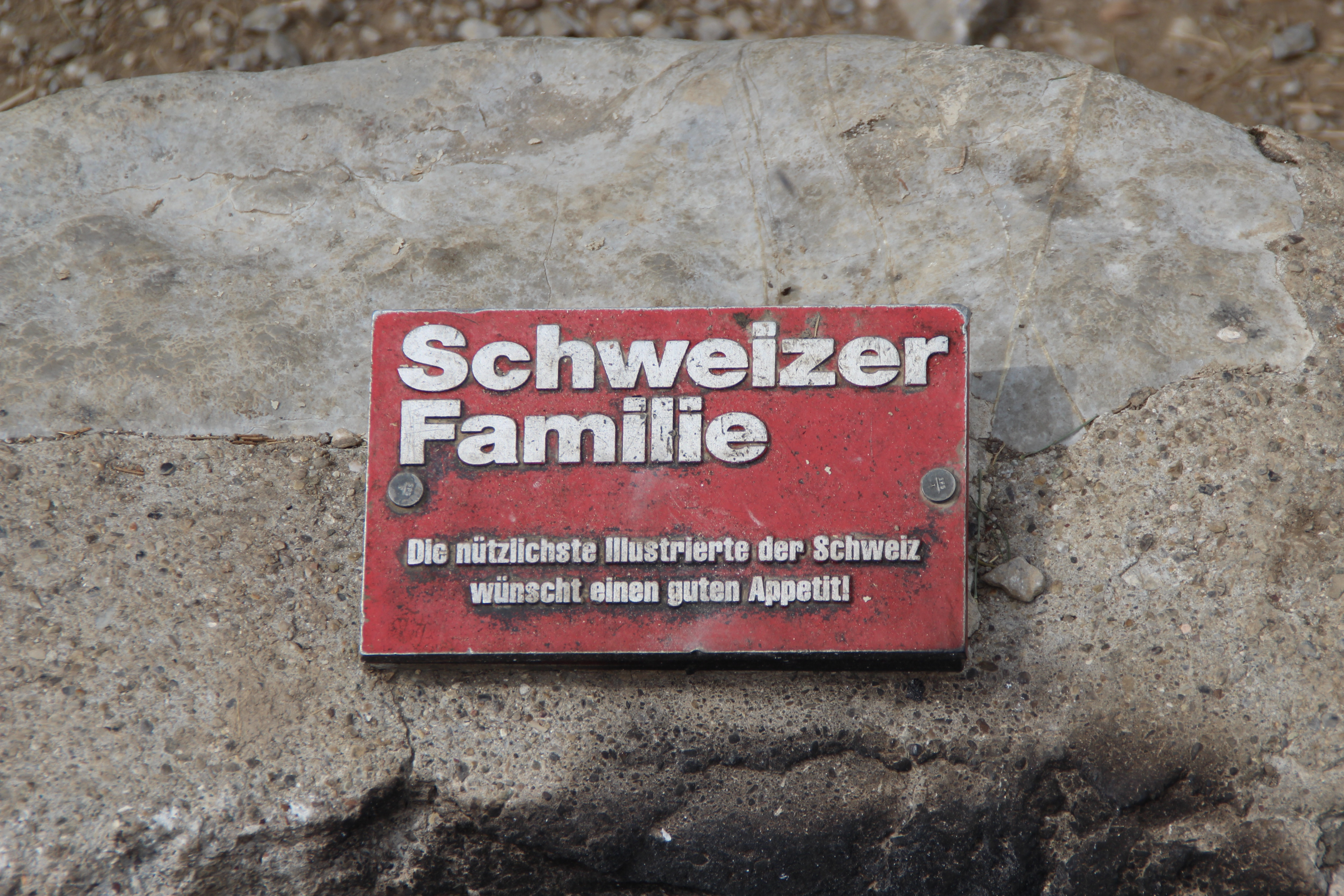
Feuerstelle beim…
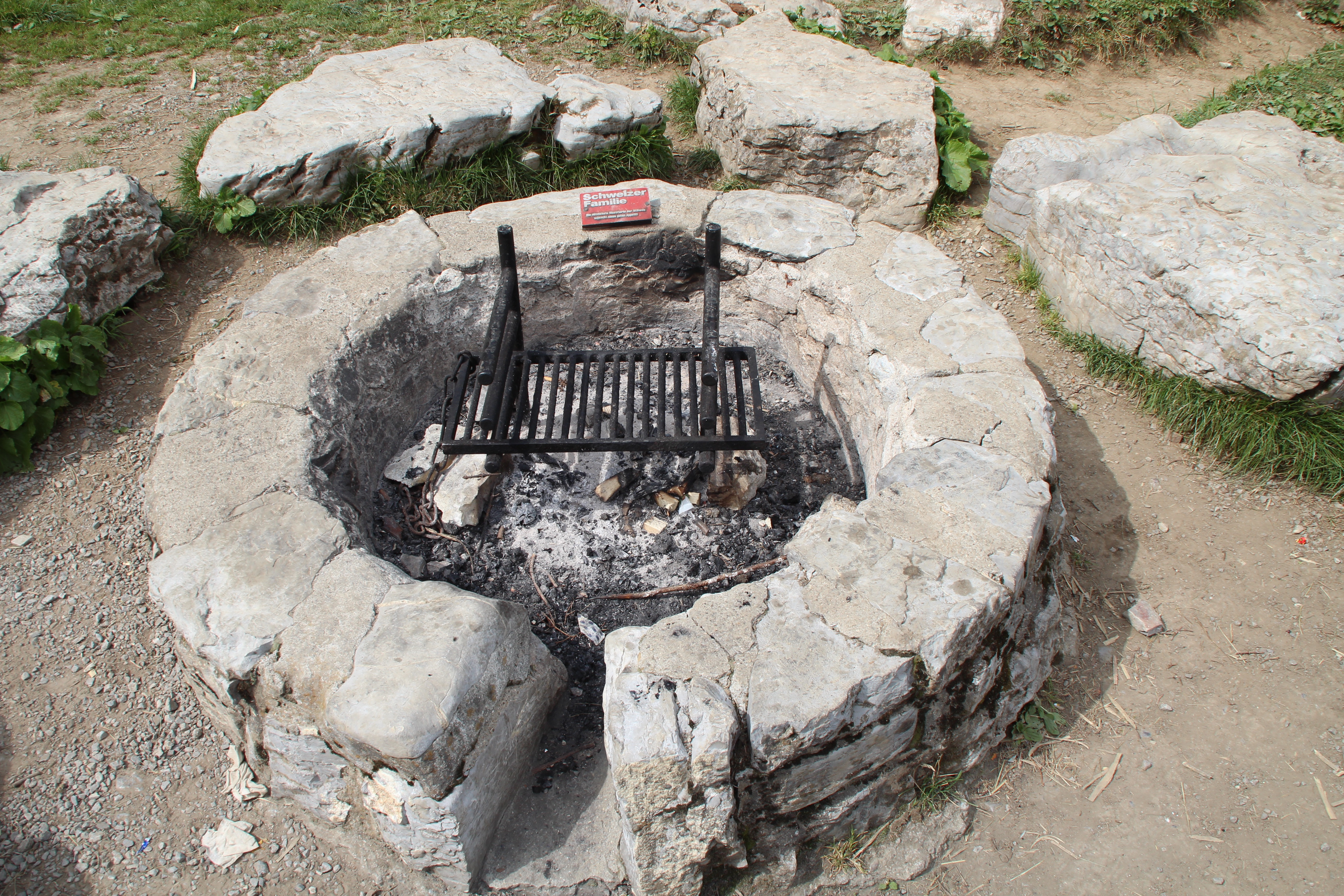
…Wildmannlisloch im Toggenburg